# Desecrate/Retaliate/Obliterate
Desecrate/Retaliate/Obliterate – trzeci studyjny album bydgoskiej grupy death metalowej Unborn Suffer.

## Lista utworów
1. "Desecrate/Retaliate/Obliterate" - 03:23
2. "Inner Destructive Addiction" - 02:16
3. "Powołanie do..." - 01:52
4. "Is This What We've Created?" - 01:17
5. "The Monster" - 02:03
6. "Smoke 'till I Die!!!" - 00:25
7. "Vision Of Death pt. II" - 02:22
8. "Kill Your Mother/Rape Your Dog" (Dying Fetus cover) - 01:24
9. "Mass Suicide" - 03:10
10. "Post Abortum" - 00:10
11. "Justice Rapist" - 06:35
12. "Ie 56 / Regeneration" - 04:07

## Twórcy
- Bartosz "Sauata" Łasa - wokal
- Damian "Sfenson" Bednarski - wokal, gitara
- Emil "Herbiash" Kowalczyk - bas, chórki
- Kamil Pawlicki - perkusja

## Goście
- Bartosz "Maniak" Eckardt - solo w utworze The Monster
- Filip "Piechu" Pniewski - bass w utworze Mass Suicide, chórki
- Łukasz "Twix" Jędrzejczak - wokal w utworze Justice Rapist, chórki
- Damian "Szorstki" Wolter - drugie solo w utworze Justice Rapist
- Łukasz "Piehoo" Pieszczyński - chórki